# Guerra del tempo
La guerra del tempo, anche conosciuta come Ultima Grande Guerra Del Tempo, è un conflitto immaginario presente nella serie tv fantascientifica Doctor Who.
Nella finzione della serie il conflitto vede i Signori del Tempo combattere contro i Dalek, assumendo una portata cosmica e totalizzante e terminando con l'apparente mutua distruzione delle due razze per mano del Dottore.
Nel cuore della guerra, milioni sono stati uccisi e riportati in vita ogni secondo. Le forze dei Dalek erano numerate in miliardi e avevano una flotta di dieci milioni di dischi volanti. I Signori del Tempo avevano oltre un milione di TARDIS da battaglia.
Nella continuity della serie, la guerra ha inoltre luogo tra gli eventi del fallimentare film TV del 1996 e la ripresa della serie nel 2005. Viene menzionata in diverse occasioni nel corso della nuova serie, ma viene mostrata direttamente solo nell'episodio speciale Il giorno del Dottore.
Gli eventi della guerra e la sua prosecuzione non sono mai stati completamente chiariti.

## L'Ultima grande guerra del tempo

### Antefatti
La guerra del tempo fu combattuta tra i Signori del Tempo di Gallifrey e i Dalek di Skaro, "per il dominio di tutta la creazione". In senso lineare, è durata per almeno 400 anni. Combattuta per innumerevoli periodi di tempo, tuttavia, è durata più accuratamente un'eternità. Lo specifico incidente che scatenò il conflitto non è noto, ma l'ex-produttore esecutivo Russell T. Davies ha dichiarato che è da ricercarsi nei numerosi scontri tra il Dottore ed i Dalek.
Nel serial del 1975 Genesis of Daleks, i Signori del Tempo, avendo previsto la possibilità che in futuro l'Impero Dalek possa conquistare l'Universo, inviano il Dottore (nella sua quarta incarnazione) nel passato, per assistere alla creazione dei Dalek e ridurne l'aggressività o, eventualmente, scoprire i loro punti deboli.
In risposta a tale missione, benché infruttuosa, i Dalek tentano di introdursi nell'Alto Consiglio dei Signori del Tempo utilizzando dei duplicati con le sembianze del Quinto Dottore in Resurrection of the Daleks (1984), facendo poi seguire una vera e propria dichiarazione di guerra (serial Remembrance of Daleks del 1988).

### Sviluppi
Come specificato da Jack Harkness e confermato dal Dottore, per combattere la guerra i Dalek "scomparvero dal tempo e dallo spazio", lasciando intendere che il conflitto non fosse combattuto nel normale spaziotempo. Comunque, ad un certo punto, il conflitto assunse una tale ampiezza da far dichiarare a Cass che i Dalek e i Signori del Tempo non erano riusciti nell'intento di distruggere l'Universo - parte di esso "restava ancora in piedi", facendo capire inoltre che ormai i Signori del Tempo non erano più molto diversi da chi combattevano.
Molte razze ostili ai Signori del Tempo, come ad esempio i Sontaran, cercarono di entrare nel conflitto, ma non gli fu permesso.
Ne La notte del Dottore viene rivelato che l'Ottavo Dottore, la versione del Dottore presente all'epoca, in realtà inizialmente non prese parte alla guerra, preferendo salvare gli innocenti coinvolti in essa. In una di queste sue "missioni di salvataggio", il Dottore impattò con un'astronave sul pianeta Karn e morì. Riportato temporaneamente in vita dalla Sorellanza di Karn, il Dottore venne quindi convinto da questa a combattere la guerra per il bene dell'Universo, e gli venne offerto uno speciale elisir in grado di fargli decidere il corpo in cui rigenerarsi. Egli, capendo che l'attuale Universo devastato dalla guerra non aveva più bisogno di un Dottore, ma di un soldato, bevve l'elisir, commentando la sua rigenerazione nel Dottore Guerriero ("War Doctor") con la frase: "Il Dottore non c'è più" (Doctor no more). Sarà questa versione del Dottore a prendere parte alla guerra.
Anche Davros, il creatore dei Dalek, combatté la guerra al fianco delle sue creazioni. Durante il primo anno della guerra, l'astronave di Davros sembra esplodere schiantandosi ai Cancelli di Elysium dopo aver attraversato "il Figlio dell'Incubo", nonostante i tentativi del Dottore di salvare l'antico nemico. All'insaputa del Dottore, Davros era però stato salvato dal Dalek Caan, sfuggito con un balzo temporale di emergenza agli eventi dell'episodio L'evoluzione dei Dalek (parte due) (2007).
Il Dottore Guerriero assunse il comando nel massacro di Luna Teschio. Gastron era tra i soldati dei Signori del Tempo che combatterono con lui. Le sue azioni in quella battaglia gli diedero il nome di "Macellaio di Luna Teschio"
La guerra cominciò ad avere come risultato un incalcolabile e continua successione di milioni di morti e rinascite, per via del viaggio nel tempo utilizzato da entrambi gli schieramenti per ribaltare battaglie già avvenute, causando massicce perdite da entrambe le parti. Questi eccessi di guerra temporale lesero irreversibilmente il continuum spazio-temporale, facendo sì che tutto il periodo del conflitto diventasse "bloccato temporalmente" (timelocked), ovvero impossibile da attraversare per un viaggiatore nel tempo. Gli ultimi giorni della guerra sono descritti dal Decimo Dottore come "un inferno", dove comparvero "le Degradazioni di Skaro, l'Orda delle Maschere, il Figlio dell'Incubo, il Re-Che-Non-C'è-Mai-Stato ed il suo esercito di Vuoti e di Mancati".
Man mano che la guerra progrediva, i Signori del Tempo diventarono sempre più spietati e con meno scrupoli. Disperati per l'avanzata dei Dalek, riesumarono le armi proibite dell'antica Gallifrey, contenute nell'Arsenale Omega. Tutte queste armi vennero utilizzate contro i Dalek, ad eccezione di una: il Momento.
Inoltre, i Signori del Tempo resuscitarono il Maestro, un Signore del Tempo rinnegato ed antica nemesi del Dottore, ritenendolo il guerriero perfetto per la guerra del tempo. Tuttavia, questi li tradì ed utilizzò un dispositivo camaleonte su di sé, trasformandosi in un umano e riuscendo a scappare cento trilioni di anni nel futuro. Biologicamente umano, sfuggì quindi al fato dei Signori del Tempo e rimase a lungo all'oscuro della conclusione del conflitto.
Dopo lo scoppio della guerra, la leadership tra i Signori del Tempo rimase per lungo tempo incerta. Infine Rassilon, cofondatore della società dei Signori del Tempo e della loro avanzatissima tecnologia, colui che aveva scoperto il segreto dell'immortalità, tornò per occupare la carica che era stato il primo ad occupare. Non volendo far trionfare i Dalek, Rassilon concepì un piano da giorno del giudizio, chiamato "Ultima Sanzione". Questo terribile schema prevedeva la distruzione del tempo stesso, quindi dei Dalek e di tutte le forme di vita, mentre i Signori del Tempo sarebbero trascesi, elevandosi come creature di pura coscienza. I Signori del Tempo, provati dagli orrori della guerra, acconsentirono all'unanimità a tale piano.
Negli ultimi mesi della guerra il Dottore di Guerra arruolò Dorium Maldovar perché lo aiutasse a distruggere le tredici fabbriche di armi di Villengard prima che la flotta Dalek arrivasse per prenderne il controllo. Usando una bomba di frutta molecolare, il Dottore trasformò le fabbriche in palme, creando un bananeto.
Dopo che la Guerra del Tempo aveva imperversato per quattrocento anni di tempo lineare (sebbene le zone di guerra temporale non avessero lasciato incolume nessuna era della storia), il Dottore, che aveva combattuto nella Guerra per cento anni o più, guidò la Quinta Flotta dei Signori del Tempo contro i Dalek nell'occhio di Tantalus, dove sconfissero i Dalek ma vennero spazzati via dalle vicine navi stealth nemiche. Il Dottore poi si schiantò su un pianeta vicino, Moldox, dove incontrò un cacciatore di Dalek di nome "Cinder", un orfano vittima della Guerra del tempo che sopravvisse allo sterminio della sua famiglia nascondendosi. Questi aiutò il Dottore ad infiltrarsi in una base Dalek ed a scoprire i loro piani per creare un'arma De-mat che potesse cancellare le sue vittime dalla storia e che i Dalek pianificavano di fare lo stesso con Gallifrey. Il Dottore portò Cinder a bordo del suo TARDIS e fecero rotta verso Gallifrey per avvertire i Signori del Tempo del piano dei Daleks.
Il Dottore riferì quanto scoperto a Rassilon e all'Alto Consiglio in una riunione. Rassilon progettò di far detonare la Lacrima di Isha nell'Occhio di Tantalus. Consultandosi con Borusa riguardo al suo piano, costui gli disse che avrebbe avuto successo, tuttavia avrebbe causato la distruzione di molte vite innocenti. Il Dottore si oppose al piano, il che fece sì che Rassilon gettasse sia lui che Cinder in una cella prigione.
Una volta che il Dottore ebbe sventato il piano di far detonare la Lacrima di Isha, salvando così le vite che Rassilon avrebbe sacrificato, venne condannato da quest'ultimo per le sue azioni e dichiarato un nemico dei Signori del Tempo. Per onorare la morte di Cinder, il Dottore promise che avrebbe messo fine alla guerra, dichiarando "non più".

### Conclusione
Nell'ultimo giorno della guerra, i Dalek lanciarono quello che fu definito "il loro più violento attacco" al pianeta Gallifrey. Ben dieci milioni di astronavi Dalek sottoposero la superficie ad un massiccio bombardamento orbitale. Il Dottore disse di essere stato presente e di aver combattuto in prima fila durante la Caduta di Arcadia, la seconda città più importante di Gallifrey. La città, creduta "il luogo più sicuro di Gallifrey" per via delle oltre quattrocento trincee celesti che la circondavano, fu colpita da un massiccio ed inaspettato attacco Dalek (come visto nel miniepisodio L'ultimo giorno). Subito dopo Arcadia le flotte Dalek rivolsero i loro attacchi alla Capitale, le cui trincee celesti continuano a reggere.
Dopo essere venuto a conoscenza del piano di Rassilon, il Dottore Guerriero rubò il Momento, conosciuto anche come "il divoratore di galassie" e un'arma dell'antica Gallifrey, dall'Arsenale Omega, con l'intenzione di ridurre l'intero pianeta in "roccia e polvere". Il Momento è un'arma autocosciente, e quindi l'unico motivo per cui i Signori del Tempo non l'hanno mai usata durante la guerra è per la paura, sostenendo che non sarebbe stato saggio cercare di usufruire dell'arma più distruttiva dell'universo sapendo che essa avrebbe potuto giudicare negativamente l'operato del proprio utilizzatore.
Temendo che il Dottore potesse usare il Momento per distruggerli prima che potessero vedere realizzato il loro Piano, Rassilon e l'Alto Consiglio tentarono di salvarsi fuggendo dal blocco temporale della guerra. Per farlo decisero di sfruttare il Maestro che sapevano essere sfuggito al blocco. Impiantarono nella sua mente un ritmo di quattro colpi (il battito cardiaco di un Signore del Tempo) quando ancora era un bambino. In La fine del tempo (prima parte) il futuro Maestro (quello che era sfuggito al blocco andando cento trilioni di anni nel futuro), nel 2009, trasforma l'intera popolazione umana in copie di se stesso; ciò rende il segnale dei quattro colpi così forte da far sì che i Signori del Tempo possano individuarlo e usarlo per mandare sulla Terra una "stella a punta bianca", un diamante che si trova solo su Gallifrey. Il diamante crea un collegamento tra la Terra del 2009 e Gallifrey nell'ultimo giorno della guerra del tempo, e permette così ai Signori del Tempo di fuggire dalla guerra insieme al loro pianeta, per trasportarsi nelle vicinanze della Terra. Ma il piano dei Signori del Tempo fallisce quando il Decimo Dottore, risparmiando la vita al Maestro, distrugge la Stella a Punta Bianca con la pistola di Wilfred Mott, interrompendo il collegamento tra Gallifrey e la Terra e ricacciando così Rassilon, il Maestro e l'Alto Consiglio nell'ultimo giorno della guerra.
In questo giorno, tuttavia, il Dottore Guerriero non distrugge Gallifrey. Infatti il Momento, che aveva una sua propria coscienza, decide di mostrare al Dottore Guerriero le conseguenze di una sua eventuale decisione di distruggere Gallifrey e, a seguito di una sua avventura insieme alla sua decima e undicesima reincarnazione, il Dottore Guerriero decide invece di congelare Gallifrey e i suoi abitanti al di fuori del tempo, in un "universo tasca". Agli occhi del resto dell'universo, però, sembrerà che i Dalek e i Signori del Tempo si siano annientati vicendevolmente nell'ultimo attacco battaglia.
A causa della perdita della memoria dovuta alla rigenerazione del Dottore Guerriero nel Nono Dottore, questi fu tormentato dal (falso) senso di colpa per aver distrutto il suo pianeta, e molti dei suoi nemici usarono tale senso di colpa contro di lui. Il Decimo e l'Undicesimo Dottore, una volta riscoperta la verità, rivalutarono la loro rigenerazione passata e la riconobbero degna di portare il titolo di "Dottore". Nonostante l'apparente distruzione delle due razze segnasse la fine della guerra, il momento in cui il Nono Dottore e Rose sconfiggono l'Imperatore Dalek in Padroni dell'universo (seconda parte), come affermato dal Dottore stesso, viene considerato come la reale fine della guerra.

## Conseguenze

### Scomparsa dei Signori del Tempo
La scomparsa dei Signori del Tempo ebbe un profondo impatto anche sul viaggiare nel tempo. Ad esempio, nell'episodio L'ascesa dei Cyberuomini (2006), dove il Dottore, Rose Tyler e Mickey Smith sono intrappolati in un universo alternativo, il Dottore spiega che, quando i Signori del Tempo erano ancora in giro, viaggiare tra dimensioni parallele era più facile, ma dopo la loro scomparsa, tutti i percorsi tra gli universi furono chiusi. I Signori del Tempo sapevano inoltre correggere e riparare i paradossi temporali, come quello che causò Rose, salvando suo padre dall'incidente d'auto in cui sarebbe dovuto morire. Essendo i Signori del Tempo scomparsi, il paradosso evocò il terrificante Reaper, che discese per "sanare la ferita" nel tempo, prima che divorasse tutto ciò che era vicino. Tale "ferita" fu riparata solo dal suicidio di Pete Tyler stesso.
A causa del blocco temporale, assieme all'eventualità di creare un paradosso, il Dottore fu impedito dal tornare indietro nel tempo e salvare la sua specie.
La sua decima incarnazione avverte anche altri personaggi che il tornare indietro nel tempo e cambiare la propria storia personale potrebbe causare un paradosso in grado di "distruggere due terzi dell'universo"; inoltre resiste all'offerta del Preside Finch (in realtà un alieno Krillitane) di ottenere il Paradigma Skasis, con cui avrebbe avuto l'abilità di controllare l'Universo (e quindi di fermare la guerra). A seguito di un'avventura con l'Undicesimo Dottore e la rigenerazione rinnegata, il Dottore Guerriero, cambierà idea e contribuirà a salvare Gallifrey, senza però alterare l'apparente risultato della guerra (Il giorno del Dottore).
Per tutta la quinta stagione, l'Undicesimo Dottore continua ad imbattersi in alcune crepe "nel tessuto dell'universo". In seguito il Dottore scoprirà che le crepe, che cancellano dalla storia chiunque ne venga assorbito, sono il risultato dei piani del Silenzio, che hanno causato l'esplosione del TARDIS del Dottore il 26 luglio del 2010. Durante gli eventi de Il Big Bang, il Dottore, utilizzando la Pandorica, chiude tutte le crepe, causando un secondo Big Bang, che resetta così l'Universo. Durante gli eventi de Il tempo del Dottore, quest'ultimo scopre una rimanente crepa nel pianeta Trenzalore, dalla quale i Signori del Tempo trasmettono ad abitanti ed invasori, che vicino ad essa non possono mentire, la Prima Domanda: "Dottore Chi?" (Doctor Who?). Lo scopo dei Signori del Tempo è far sì che il Dottore, impossibilitato a mentire, dica il suo vero nome, in questo modo i Signori del Tempo saprebbero che è sicuro passare e tornerebbero dal blocco. Le flotte di molte razze, tra cui diversi ex-partecipanti della guerra, circondano il pianeta per evitare che il Dottore pronunci il suo nome e che, con il ritorno dei Signori del Tempo, la guerra ricominci. L'organizzazione religiosa nota come Chiesa del Mainframe Papale, vota la sua esistenza a mantenere il silenzio del Dottore, mantenendo lo stallo sul pianeta Trenzalore. Un ramo dissidente della Chiesa, capitanato da Madame Kovarian, viaggia indietro nel tempo per fermare il Dottore, causando gli avvertimenti della quinta e sesta stagione. Alla fine, i Signori del Tempo rimangono in esilio e chiudono la rimanente crepa, non prima di aver esaudito la supplica di Clara, donando al morente Dottore un nuovo set di rigenerazioni, permettendogli così di distruggere la flotta Dalek sopra il pianeta.

### Sopravvivenza dei Dalek
Nonostante gli sforzi del Dottore, non tutti i Dalek furono annientati alla fine della guerra. Il Nono Dottore infatti incontra un unico Dalek non funzionante, che sembra essere sulla Terra da circa 50 anni, in un caveau nello Utah del 2012. Il Dalek, a seguito di uno scontro seguito al suo risveglio, si autodistrugge per via dei sentimenti umani che prova, acquisiti mediante il tocco di Rose Tyler. Successivamente il Dottore scopre che anche l'Imperatore Dalek è sopravvissuto alla guerra e, dopo aver creato un nuovo Impero Dalek utilizzando le cellule dei cadaveri umani di una colonia spaziale umana di una Terra futuristica (Piattaforma 5), invade la Terra con il suo esercito. La sua sconfitta avviene per mano di Rose, potenziata dall'energia del Vortice del Tempo, alla fine della prima stagione della nuova serie, assieme alla dichiarazione della fine della guerra del Tempo.
Anche il Culto di Skaro, formazione d'élite Dalek che si eleva persino più in alto dell'Imperatore Dalek, sfuggì alla morte volando all'interno del Vuoto fra le dimensioni parallele, portando con sé anche l'Arca della Genesi, una astronave-prigione Gallifreyana, più grande all'interno, contenente milioni di Dalek. Tale armata, scatenata in L'esercito dei fantasmi (seconda parte), viene sconfitta e rimandata nel Vuoto dal Decimo Dottore e Rose durante la battaglia di Canary Wharf. I membri del Culto però riuscirono a fuggire grazie ad un "balzo temporale di emergenza". Sempre il Decimo Dottore incontrò nuovamente il Culto nella New York del 1930, dove questi stavano tentando di creare una nuova razza Dalek. Negli eventi che seguirono, tre dei membri del Culto morirono e l'ultimo, Dalek Caan, riuscì a fuggire grazie ad un altro balzo temporale.
Dalek Caan ritornò quindi nella guerra e, a prezzo della sua sanità mentale, mise in salvo Davros, il creatore dei Dalek, da morte certa. Quest'ultimo ricreò a partire dalle sue cellule un nuovo Impero Dalek e tenne Caan al suo fianco per via delle sue capacità profetiche. Il piano di Davros prevedeva la distruzione della realtà stessa mediante una "Bomba Anti-realtà" potenziata da ben 27 pianeti rubati, che avrebbe lasciato i Dalek le ultime creature viventi. In realtà Dalek Caan aveva ingannato Davros ed aveva complottato affinché il Decimo Dottore e Donna Noble sconfiggessero i Dalek, che aveva compreso essere responsabili di innumerevoli danni nel tempo. I Dalek infine furono distrutti dal clone umano del Decimo Dottore e sia Davros che Caan perirono nell'esplosione dell'ammiraglia Dalek.

### Sopravvivenza del Maestro
Dopo la guerra del tempo, il Dottore è convinto di essere l'unico sopravvissuto della propria specie ed aggiunge che se qualcuno fosse sopravvissuto, lui lo saprebbe. Le ultime parole della Faccia di Boe sono però "Tu non sei solo" (You are not alone). Questa criptica affermazione diviene chiara dopo l'incontro del Dottore con il Professor Yana (acronimo delle ultime parole della faccia di Boe), rivelatosi poi il Maestro. Quest'ultimo, trasformatosi in un umano e nascostosi alla fine dell'Universo, era sopravvissuto al conflitto scoppiato tra Dalek e Signori del Tempo. Inoltre, essendo biologicamente umano, era scampato alla localizzazione da parte del Dottore, che era all'oscuro della resurrezione dell'antico nemico ad opera dei Signori del Tempo. Dopo aver recuperato il corpo e la memoria tenta di conquistare la Terra per trasformarla in un'industria militare, creando così una "nuova Gallifrey". Purtroppo i suoi piani falliscono e viene apparentemente ucciso nel finale della terza stagione, L'ultimo Signore del Tempo.
Il Maestro fa il suo ritorno nella storia in due parti La fine del tempo, dopo essere stato resuscitato da una setta che adorava la sua controparte umana, Harold Saxon. Viene rivelato che il suono di tamburi che ha lentamente causato la sua pazzia gli è stato impiantato dall'Alto Consiglio dei Signori del Tempo e da Rassilon, come parte di un piano complicato per fuggire dalla guerra del tempo ed invadere la Terra. Il Dottore riesce a distruggere il collegamento tra Gallifrey e la Terra ed il Maestro salva il Dottore scagliandosi contro Rassilon, venendo riportato indietro sul pianeta l'ultimo giorno della guerra.
Il suo destino rimane sconosciuto finché, nell'ottava stagione, non riappare nella sua incarnazione femminile, facendosi chiamare "Missy".

### Impatto su altre specie
Le linee temporali di molte altre specie e pianeti furono spostate senza che nessun abitante dei pianeti coinvolti ne fosse consapevole o si rendesse conto dei cambiamenti nella storia che si stavano compiendo. Tra i più colpiti ci furono la Coscienza Nestene e gli Zygon, che persero il loro pianeta di origine e successivamente cercarono di conquistare la Terra. Tra gli altri vi furono i Gelth, che persero la loro forma fisica e, ridotti ad esseri gassosi, scatenarono il panico attraverso una crepa temporale che dava sulla Cardiff del 1869.

## La guerra del tempo e lacontinuitydiDoctor Who
La guerra del tempo funge da conveniente spiegazione per alcuni errori nella continuità della serie: ad esempio, lo sceneggiatore Paul Cornell suggerisce che la distruzione della Terra in La fine del mondo (ambientata nell'anno cinque miliardi), in apparente contraddizione con ciò che viene detto in The Ark (secondo cui l'anno della sua distruzione sarebbe invece il 10'000'000 d.C.), non sia altro che un cambiamento dovuto alla guerra del Tempo. Steven Moffat, sceneggiatore ed attuale produttore esecutivo della serie, va oltre, sostenendo che: "una serie televisiva che si avvale dell'idea di universi paralleli e cambiamenti della storia non può avere errori di continuità- sarebbe impossibile per Doctor Who cadere in errori di continuità, perché basterebbe dire 'ha riscritto la storia- è un'increspatura temporale dalla guerra del Tempo!'".

## La guerra del tempo negli spin-off e in altri media

### Le avventure di Sarah Jane
Nel secondo episodio della terza stagione, The Mad Woman in the Attic, Eve parla a Sarah Jane Smith della guerra, dicendo che la sua specie, in grado di vedere le linee temporali ed i cambiamenti che le riguardavano, divenne un bersaglio e fu sterminata per questo.

### Engines of War
Nel racconto, scritto da George Mann e pubblicato nel luglio del 2014, il Dottore Guerriero e la sua compagna di viaggio Cinder combattono contro i Dalek sul pianeta Moldox durante le ultime fasi della guerra del Tempo. Dopo essere riuscito, nonostante la morte di Cinder causata da un agente dei Signori del Tempo, ad impedire il piano dei Dalek, il Dottore decide di far terminare la guerra una volta per tutte, comprendendo quanto il suo popolo sia caduto in basso pur di ottenere la loro vittoria contro i Dalek.
In questo modo il romanzo funge da prologo alle vicende raccontate nello speciale per il Cinquantenario della serie, Il giorno del Dottore.

## Riferimenti in altri franchise
In un episodio della serie animata di Cartoon Network Ben 10: Omniverse, viene menzionato un conflitto, chiamato nella versione originale Time War. Il creatore della serie Derrick J. Wyatt ha ammesso che il nome in questione è un omaggio alla serie Doctor Who. Inoltre il personaggio di Paradosso, uno scienziato immortale che viaggia nel tempo, è esplicitamente ispirato al Dottore.